# 埃格拉
埃格拉（Egra），是印度西孟加拉邦Medinipur县的一个城镇。总人口25180（2001年）。

## 人口
该地2001年总人口25180人，其中男性12856人，女性12324人；0—6岁人口3217人，其中男1591人，女1626人；识字率69.21%，其中男性为76.80%，女性为61.29%。